# Влохув (Свентокшиське воєводство)
Влохув (пол. Włochów) — село в Польщі, у гміні Стомпоркув Конецького повіту Свентокшиського воєводства.
Населення — 203 особи (2011).
У 1975-1998 роках село належало до Келецького воєводства.

## Демографія
Демографічна структура на день 31 березня 2011 року:
|          | Загалом | Допрацездатний вік | Працездатний вік | Постпрацездатний вік |
| -------- | ------- | ------------------ | ---------------- | -------------------- |
| Чоловіки | 109     | 15                 | 76               | 18                   |
| Жінки    | 94      | 14                 | 41               | 39                   |
| Разом    | 203     | 29                 | 117              | 57                   |